# Ле Хоан
Ле Хоан (黎桓, 941—1005) (посмертне ім'я Ле Дай-хань (в'єтн. Lê Đại Hành) — засновник та перший імператор династії Ранніх Ле (980—1005), що змінила династію Дінь.

## Біографія
Народився 10 серпня 941 р. в бідній родині в південній провінції Айтяу. На той час ця територія належала в'єтнамському імператору Нго Куену. В молодому віці Ле Дай-хань залишився сиротою та був прийнятий до сім'ї місцевого чиновника, що належав сім'ї Ле. Після смерті імператора в 944 країна поступово почала занурюватися в хаос через невдале правління двох старших синів Нго Куена. Після їх смерті в 954 та 965 відповідно, в країні правили 12 незалежних командуючих. Після багаторічного конфлікту влада в В'єтнамі все ж таки перейшла до Дінь Бо Ліня. В 968 році він проголосив себе імператором В'єтнаму. Ле Хоан почав свою кар'єру як командир в армії першого в'єтнамського імператора Дінь Бо Ліня (в'єтн. Đinh Bộ Lĩnh) і дослужився до чину головнокомандувача.
Вже в 979 році внаслідок державного перевороту від рук заколотників загинув Дінь Бо Лінь та його старший син-спадкоємець Ліен. Урятувався тільки шестирічний син правителя — Тоан. Цим одразу ж скористався Китай, направивши в 980 у країну потужну армію і флот. За таких умов Дайков'єт потребував діючого правителя, і ним став командувач двірцевої гвардії Ле Хоан, якого під пильним оком армії того ж року «обрали» вуа (малолітнього Тоана зробили царевичем, але до влади більше не підпускали). У країні була започаткована ще одна династія Ле (980—1009).

## Відносини з династією Сун та Чампою
25-літнє правління Ле Хоана було відмічене війнами проти іноземних загарбань іншими державами та Чампи, які хотіли скористатися слабкістю незалежного Аннаму після смерті Дінь Бо Ліня. В силу своїх дипломатичних зусиль Ле Хоан був впевнений, що кордони держави були безпечними. Але вже після узурпації Ле Хоаном престолу до нього прибув посол династії Сун Хоа Лу. Посол вимагав, щоб Ле Хоан негайно з'явився до імператора та скорився йому. У разі, якщо ж він виконає ці вимоги, то його помилують, а в іншому ж разі він згодом пошкодує про своє рішення. Ле Хоан відправив в Китай від імені усунутого від влади Дінь Тоана емісара, який удав, що Тоан все ще чинний правитель, що представляє династію Дінь. В свою чергу, імператор Тай-Цзун намагався затуманити свою військову підготовку проти В'єтнаму, тому погодився прийняти представників від Дінь Тоана. Але Ле Хоан не дав себе обдурити. Згадуючи успіх Нго Куена, який півстоліття тому переміг китайський флот, Ле Хоан скопіював його стратегію та посилив своє військо шляхом набору та навчання багатьох нових солдатів.
Суни розпочали вторгнення в 981 році. Їх першочерговим кроком були подвійні атаки, що являли собою армію сухопутного війська та морського флоту. Армія висадилася поблизу сучасного Ханоя і розпочала воєнні дії.
План був таким, що ці дві армії мають об'єднатися та завдати удару поблизу південної столиці Ля Хона о Хоа Лу. Але цього не сталося. Воєнно-морські сили намагалася просунутися по річці Бач Данг(Bach Đăng), але натрапили на підводні коли, які встановили в'єтнамці в процесі воєнної підготовки. Друга битва біля Бач Дангу вже з сухопутними силами противника була вирішальною для китайців. Сухопутна армія заблукала в пересіченій місцевості, де і була переможена. Інша частина китайських сил відступила на північ. Сунський імператор Тай-Цзун звинуватив генерала, який був відповідальним за операцію, та наказав його стратити. Але ж таки в кінцевому результаті імператор відмовився від будь-яких зазіхань та нападів на територію Аннаму.
Тим часом на півдні королівство Тампа також хотіло скористатися хаотичною ситуацією Дайв'єту. В 979 р. після смерті Дінь Бо Ліня раджа Тампи Парамешвараварман І розпочав невдалу морську експедицію проти Хоа Лу, але його надії були розбиті, коли шторм знищив більшу частину флоту. Коли над В'єтнамом нависла загроза китайського вторгнення, Ле Хоан відправив посла до Тампи для того, щоб встановити мирні відносини та залучитися підтримкою. Раджа заявив, що він нічого з цього союзу не отримає і наважився заарештувати в'єтнамське посольство.У 982 р. Ле Хоан особисто очолив військо, що рушило на Чампу, захопив чампську столицю Індарапу, а самого Парамешваравармана І схопив і обезголовив перед строєм в'єтнамських вояків. Відтак в'єти зруйнували в Індрапурі всі оборонні мури та рови, знищили центральний храм Чампи й вивезли до В'єтнаму колосальну воєнну здобич: тисячі полонених, зокрема кілька сотень придворних актрис, мішки, наповнені відрізаними вухами убитих чамських вояків, багато золотих і срібних коштовностей, а також інше «цінне начиння».
Після відбиття атаки китайців Ле Хоан провадив політику примирення з імперією Сун. Імператор навіть присуджував йому традиційні китайські титули, якими були наділені провідні китайські діячі того часу.

## Внутрішня політика
Не меншу активність проявив Ле Хоан в питаннях внутрішньої розбудови в'єтської держави, тим більше, що навіть переможні війни настільки виснажили вразливу економіку Дайков'єту, що після успішного чамського походу країну вразив «великий голод». Після тотального перепису населення стурбований Ле Хоан мобілізував зусилля підданих на розширення й удосконалення мережі іригаційних каналів та суходільних шляхів. Була організована високоефективна кіннопоштова служба (в якій окрім вершників широко застосовували спеціально навчених поштових гусаків — аналог європейської голубиної пошти). Була запущена в обіг перша в'єтська монета, зазнала реконструкції столиця держави Хоали, а в царині релігійних відносин влада всіляко сприяла злиттю авторитетних буддійських доктрин з культовими традиціями національної в'єтської релігії то тіен (культу предків). Відчайдушну боротьбу повів Ле Хоан проти решток сепаратизму в особі шикуанів (сикуанів), унаслідок чого ці всевладні в минулому генерал-губернатори навіть не згадувалися у в'єтських хроніках. Замість старої адміністративно-територіальної системи в країні було запроповаджено новий територіальний поділ (на 10 провінцій, як у Китаї). Керувати ними Ле Хоан посадив власних синів, а для щоденної роботи по безпосередньому управлінню країною був створений центральний уряд із шести бо (міністерств) та численних канцелярій за китайським зразком.
Ле Хоан підтримував ефективні форми покарання, які ввів Дінь бо Лінь. Порушника могли передати на поїдання тиграм або ж кинути у казан з кипучою олією. При Ле Хоані були побудовані нові храми, житлові та адміністративні будівлі в столиці. Правитель намагався сприяти розвитку сільського господарства в країні. В 947 р. він відродив давню китайську церемонію оранки, за якою правитель держави обробляє перше поле. Пізніше інші в'єтнамські династії почали наслідувати його прикладу в церемонії оранки. Для укріплення економіки він наказав відливати бронзову монету, з надписами китайських ієрогліфів.

## Смерть Ле Хоана та завершення правління династії Ранніх Ле

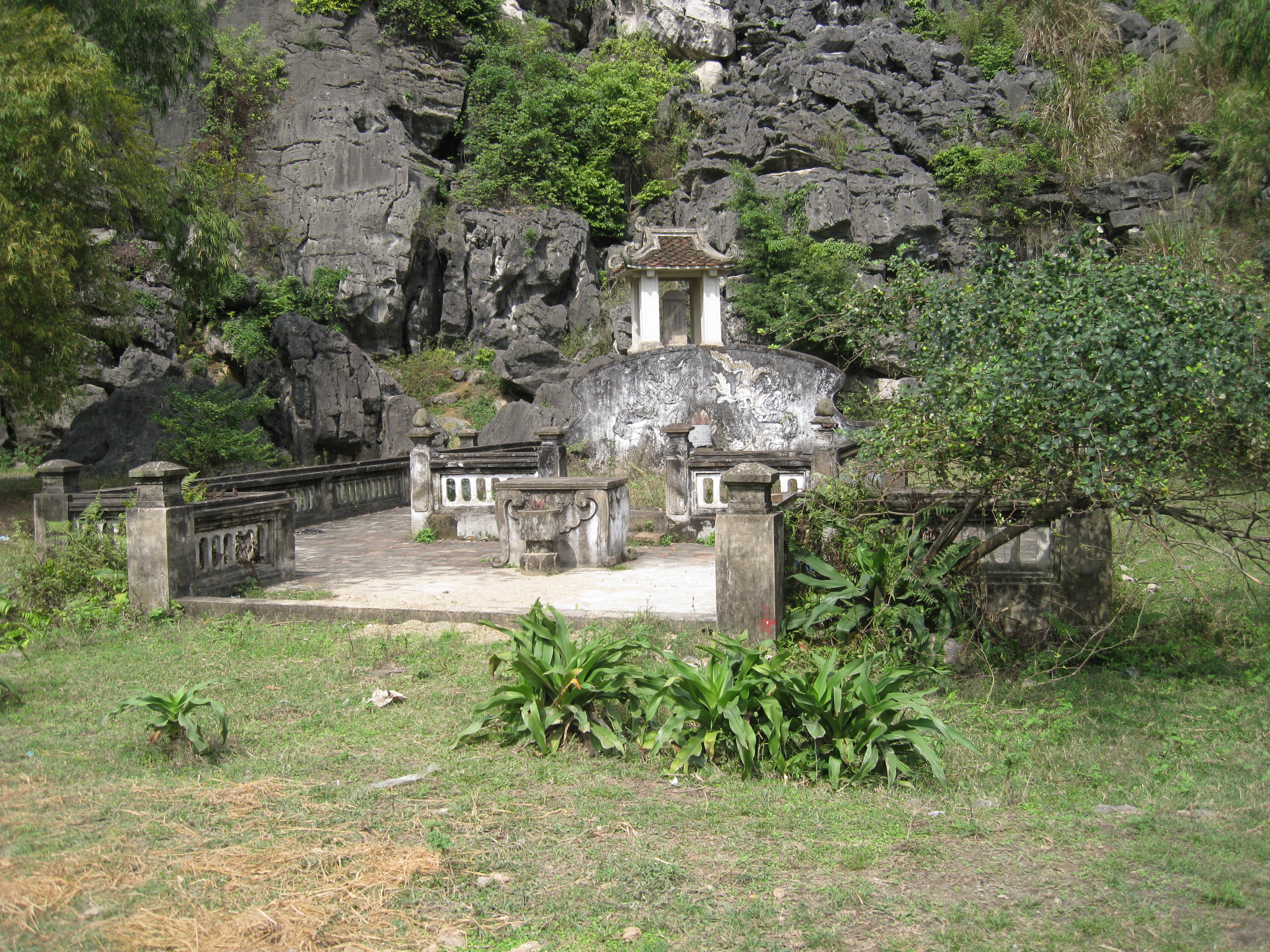
Гробниця Ле Хоана в Хоа Лу

Ле Хоан помер у віці 64 років та паростки централізації, закладені Ле Хоаном, лишалися ще досить нестійкими, що проявилося одразу після смерті знаменитого засновника династії (1005 р.). У В'єтнамі на той час не існувало уставленої традиції успадкування престолу, і після смерті батька його сини (фактично — удільні князі) розв'язали криваву уособицю за престол, що тривала дев'ять місяців. У результаті офіційний спадкоємець Ле Хоана (третій син, 25-річний Лаунг В'єт) процарював лише три дні, після чого був убитий заколотниками, а наступний вуа з династії Ле — Лаунг Дінь (1006—1009) виявився таким кривавим садистом, що його піддані остаточно втратили віру у справедливість влади. Як наслідок в країні почалися бунт і смути, а фіналом царювання став типовий державний переворот, унаслідок якого Лаунг Дінь був убитий, після чого змовники оголосили, що 25-річний вуа раптово помер від геморою. Новим правителем В'єтнаму став командувач в'єтської гвардії Лі Тхай То, який був засновником вже нової династії Пізніх Лі (1009—1225).